# Josiomorpha penetrata
Josiomorpha penetrata là một loài bướm đêm thuộc phân họ Arctiinae, họ Erebidae.